# Band of Joy (album)
Band of Joy je album britského rockového zpěváka Roberta Planta a jeho skupiny Band of Joy. Bylo vydáno 13. září 2010 ve Velké Británii a 14. září v USA.
Prvním singlem z tohoto alba byla píseň "Angel Dance", coververze písně od Los Lobos.

## Seznam stop
| Číslo | název skladby                     | napsal/i                                       | délka |
| 1     | Angel Dance                       | David Hidalgo, Louie Perez                     | 3:50  |
| 2     | House of Cards                    | Richard Thompson                               | 3:14  |
| 3     | Central Two-O-Nine                | Robert Plant, Buddy Miller                     | 2:49  |
| 4     | Silver Rider                      | Zachary Micheletti, Mimi Parker, Alan Sparhawk | 6:06  |
| 5     | You Can't Buy My Love             | Billy Babineaux, Bobby Babineaux               | 3:11  |
| 6     | Falling in Love Again             | Dillard Crume, Andrew Kelly                    | 3:38  |
| 7     | The Only Sound That Matters       | Gregory Vanderpool                             | 3:45  |
| 8     | Monkey                            | Micheletti, Parker, Sparhawk                   | 4:58  |
| 9     | Cindy, I'll Marry You Someday     | Tradicionál, arr. Plant, Miller                | 3:37  |
| 10    | Harm's Swift Way                  | Townes Van Zandt                               | 4:19  |
| 11    | Satan Your Kingdom Must Come Down | Tradicionál, arr. Plant, Miller                | 4:12  |
| 12    | Even This Shall Pass Away         | Theodore Tilton, arr. Plant, Miller            | 4:03  |

## Obsazení
- Robert Plant – zpěv
- Patty Griffin – zpěv, kytara
- Buddy Miller – zpěv, kytara
- Darrell Scott – zpěv, kytara, mandolína, akordeon, banjo
- Byron House – baskytara
- Marco Giovino – perkuse[4]